# 30. Armee (Rote Armee)
Die 30. Armee (russisch 30-я армия) war ein militärischer Großverband der Roten Armee, der während des Zweiten Weltkriegs 1943 an der nördlichen Ostfront eingesetzt wurde.

## Geschichte
Die 30. Armee wurde am 13. Juli 1941 aus dem Oberkommando des aufgelösten 52. Schützenkorps gebildet und in der Stawka-Reserve bereitgestellt. Am 15. Juli wurde die Armee in die zweite Staffel der Reservearmeen aufgenommen, organisierte die Verteidigungslinie Selischarowo – Olenino – Wasiljewo und umfasste folgende Einheiten:
- 119., 242., 243. und 251. Schützendivision
- 51. Panzerdivision, sowie Artillerie- und andere Armeeeinheiten

Am 21. Juli 1941 wurde die Armee Teil der Westfront und nahm an der Schlacht von Smolensk (10. Juli – 10. September) teil. Im Verlauf dieser Schlacht rückten die Truppen der Armee aus einem Gebiet südwestlich von Bely auf Duchowschtschina vor. Mit mehreren Angriffen gegen die linke Flanke der deutschen 9. Armee wurde dieser Gegner im Zusammenwirken mit der 20. und 16. Armee gestoppt und gebunden.
Am Morgen des 2. Oktober 1941 begann nach starkem Artillerie- und Luftschlägen die deutsche Offensive gegen die Truppen der West- und Reservefront. Der Hauptschlag der Panzergruppe 3 und der 9. Armee zielte in Richtung Kanjutino – Schirkowski und traf auf die Naht zwischen der sowjetischen 30. und 19. Armee. Bis zum Abend des Tages war die Front auf 10-15 Kilometer Tiefe durchbrochen, am folgenden Morgen vereinigten sich die mobilen Streitkräfte der 30. und 19. Armee sowie ein Teil der Frontreserve unter dem Kommando des Generals I. W. Boldin zum Gegenangriff. Der Einsatz von 250 Panzer älteren Typs und die Angriffe von Armeereserven konnten die Situation nicht wieder herstellen. Die deutschen Truppen besetzten Schirkowski und erreichten das Gebiet südlich von Buleschow, wo die 32. Armee der Reservefront verteidigte. Zu diesem Zeitpunkt ordnete die Stawka die 31. und 32. Armee der Reservefront der Westfront unter, welche die Verteidigung an der Linie Ostaschkow-Sytschowka aufnahmen. Die 30. Armee führte Verteidigungskämpfe im Gebiet südwestlich von Bely und ging in den Raum Rschew zurück. Während des Rückzuges wurden vom Hauptquartier Verstärkungen zugeführt: die 22. Armee und die restlichen Divisionen der 29. Armee führten den Abwehrkampf in der ersten Staffel, das Kommando der 31. Armee wurde in den Raum Torschok zurückgenommen. Das deutsche 41. Panzerkorps, das am 21. Oktober Torschok angriff, wurde gestoppt und musste sich nach Verlusten in die Ausgangsposition zurückziehen.
Am 17. Oktober 1941 wurde die Armee Teil der Kalinin-Front (Generaloberst I. S. Konew) und nahm an der Verteidigung von Kalinin (5. Dezember 1941 – 7. Januar 1942) teil. Am 18. November 1941 wurde die Armee als rechter Flügel wieder der Westfront unterstellt, deckte den Sektor am Wolgastausee und nahm an der Verteidigung von Klin (15. November – 5. Dezember) teil.
Die 30. Armee beendete die erste Phase der Schlacht um Moskau mit geringen Streitkräften:
- die 5. Schützendivision, 21. Panzerbrigade, 107. motorisierten Schützen- und 18. Kavalleriedivision. Daher wurden bereits die 8. Panzerbrigade von Oberst P. A. Rotmistrow und die 58. Panzerdivision zugeführt. Die der 30. Armee zur Verfügung stehenden Kräfte reichten nicht aus, um die Panzergruppe 3 anzugreifen. Daher wurden am Vorabend der Gegenoffensive 5 frische Schützendivisionen aus Sibirien und dem Ural an die 30. Armee überstellt:
- 348., 371., 365., 379. und ab 13. Dezember die 363. Schützendivision

Nachdem die Infanterie- und Kavalleriedivisionen der 30. Armee am Morgen des 6. Dezember 1941 unerwartet in die Offensive für den Feind gegangen waren, durchbrachen sie die deutsche Verteidigung und richteten den Hauptstoß auf Klin. Vom 6. bis 25. Dezember nahmen die Truppen der Armee an der Klin-Solnetschnogorsker Operation gegen die deutsche 3. Panzerarmee teil, bei der in Zusammenarbeit mit der 1. Stoßarmee Klin am 15. Dezember befreit werden konnte.
Neuerlich der Kalinin-Front (ab 17. Dezember 1941) überstellt, nahm die 30. Armee ab 8. Januar 1942 an der Wjasma-Rschewer Operation teil. Am 20. April erreichten die Armeetruppen den von Raum Rschew, wo sie in die Verteidigung überging. Anfang August unterstützte die Armee in der Rschew-Sytschowka-Operation (30. Juli bis 23. August 1942) die Angriffe der auf Subzow zielenden Truppen der 31. und 20. Armee durch Angriffe aus den Norden. Anschließend (vom 31. August wieder als Teil der Westfront) bis Ende 1942 hielten die Truppen der 30. Armee während der Operation Mars die von ihnen besetzte Linie in Defensive fest und führten mehrfach Offensivstöße aus, um ihre Positionen zu verbessern.
Im März 1943 nahmen Armeetruppen an der vierten Schlacht um Rschew (2. bis 31. März) teil, bei der sie Rschew (3. März) befreiten und am 1. April die Dörfer Nefedowschchina und Pantjuchi erreichten, wo sie wieder in die Defensive übergingen.
Am 1. Mai 1943 wurde die Armee in die 10. Gardearmee umgewandelt, die unterstellten Divisionen an die benachbarte 31. Armee übertragen.

## Führung
Befehlshaber
- Generalmajor Wassili Afanassjewitsch Chomenko (Juli – November 1941)
- Generalmajor/Generalleutnant Dmitri Danilowitsch Leljuschenko (November 1941 – November 1942)
- Generalmajor Wladimir Jakowlewitsch Kolpaktschi (November 1942 – April 1943)

Mitglieder des Kriegsrats
- Brigadekommissar N. W. Abramow (Juli 1941 – Februar 1942)
- Generalmajor J. A. Doronin (Februar 1942 – April 1943)

Stabschefs
- Oberstleutnant A. G. Baderko (Juli – August 1941)
- Oberst A. I. Winogradow (August – November 1941)
- Generalmajor H. I. Chetagurow (November 1941 – Dezember 1942)
- Oberst/Generalmajor L. B. Sosedow (Dezember 1942 – April 1943)